# بدر البشري
بدر ناصر البشري (مواليد 10 يناير 2002) هو لاعب كرة قدم سعودي لعب سابقاً في نادي الخلود.